# 오렌지선 (몬트리올)
2호선 오렌지 선(프랑스어: Ligne orange 또는 Ligne 2) 은 캐나다 퀘벡주의 몬트리올 교통공사 (STM, Société de transport de Montréal) 가 운행하는 U자 형태의 지하철 노선이다. 오렌지 선은 몬트리올 지하철에서 승객이 가장 많은 노선으로 1966년에 처음 개통하여 1980년대와 2007년에 연장을 거듭하였다. 오렌지 선은 노란색 선과 더불어 몬트리올섬 바깥으로 운행하는 노선으로, 몬트리올과 라발을 잇는다.

## 연혁
- 1966년 10월 14일: 앙리 부라사 역에서 플라스다름 역까지 개통
- 1967년 2월 6일: 플라스다름 역 서쪽에 위치한 스콰르빅토리아-OACI 역이 개통
- 1967년 2월 13일: 스콰르빅토리아-OACI 역 서쪽에 위치한 보나방튀르 역이 개통
- 1980년 4월 28일: 보나방튀르 역에서 서쪽으로 플라스생앙리 역까지 개통
- 1981년 9월 7일: 플라스생앙리 역에서 북쪽으로 스노든 역까지 개통
- 1982년 1월 4일: 스노든 역에서 북쪽으로 코트생트카트린 역까지 개통
- 1982년 6월 29일: 코트생트카드린느 역에서 북쪽으로 플라몽동 역까지 개통
- 1984년 1월 9일: 플라몽동 역에서 북쪽으로 뒤 콜레주 역까지 개통
- 1986년 11월 3일: 뒤콜레주 역에서 북쪽으로 코트베르튀 역까지 개통
- 2007년 4월 28일: 앙리 부라사 역에서 북쪽으로 몽모랑시 역까지 개통

## 노선
오렌지 선은 연장 30.0km에 31개 역으로 이루어져있으며 몬트리올 지하철의 다른 노선과 같이 모든 구간이 지하 구간이다. 몬트리올 북서쪽에 있는 코트베르튀 역에서 출발하여 리오넬 그루 역까지 남쪽으로 내려와 이후 동쪽으로 시내 남쪽 구간을 운행한다. 샹드마르스 역 이후에는 오렌지 선이 다시 북쪽으로 앙리 부라사 역까지 뤼 생드니를 따라 쭉 올라간다. 생샤를 차고로 가는 선로를 피하기 위해 살짝 경사진 선로를 따라 지하철 노선은 프레리 강을 지하로 건너 라발로 진입한다. 라발 시 진입 직후 첫 지하철 역인 카르티에 역을 지나 오렌지 선은 북서쪽으로 종착역인 몽모랑시 역까지 이어진다.

### 행선지
평상시에 오렌지 선은 코트베르튀 역에서 몽모랑시 역까지 전 구간을 운행하나, 평일 러시 아워에는 몬트리올 구간의 마지막 역인 앙리 부라사 역에서 종착하기도 한다. 이에 따라 코트베르튀 역부터 앙리 부라사 행과 몽모랑시 행이 번갈아서 출발한다. 비상시에 불가피한 사정으로 지하철 운행이 일부 중단되는 경우 리오넬 그루, 베리-UQAM, 보비앙 역과 같은 중간 역에서 회차하기도 한다.

### 운행 시간 및 배차 간격
오렌지 선은 평일과 일요일 아침 5시 30분부터 밤 12시 30분까지, 토요일에는 막차 시간이 30분 연장되어 새벽 1시까지 운행한다. 막차 시간 이후에는 오렌지 선을 따라 다니는 심야버스 노선을 이용할 수 있으며 플라스담 역에서 앙리 부라사 역까지는 361번 생드니, 시내 구간에는 약 15분 간격으로 불바르 르네 레베크를 따라 운행하는 4개의 심야 버스 노선 (350, 355, 358, 364번), 리오넬 그루 역에서 코트베르튀 역까지는 371번 데카리 버스가 30~45분 간격으로 운행한다.
배차 간격은 평일 러시 아워 (오전 7-9시, 오후 4-6시) 에 3-4분, 평상시에는 4-8분 간격으로 운행하며 주말에는 6-11분 간격으로 운행한다. 한편 2017년 1월 9일부터는 오렌지 선 배차 증편으로 평일 오후 10시 30분까지 최대 5분 간격으로 운행한다.

### 역 목록
| 역 이름             | 원어 명칭             | 개통일                                                              | 역명 관련 도로명                                                                  | 이름의 유래                                                                                   |
| ------------------- | --------------------- | ------------------------------------------------------------------- | --------------------------------------------------------------------------------- | --------------------------------------------------------------------------------------------- |
|                     |                       |                                                                     |                                                                                   |                                                                                               |
| 코트베르튀          | Côte-Vertu            | 1986년 11월 3일                                                     | 슈망 드 라 코트베르튀 (chemin de la Côte-Vertu)                                   | 18세기 동네 명칭 "노트르담드라베르튀" (Notre-Dame-de-la-Vertu)                                |
| 뒤콜레주            | Du Collège            | 1984년 1월 9일                                                      | 뤼 뒤 콜레주 (rue du Collège)                                                     | 생로랑 보통직업고등학교 (Cégep de Saint-Laurent)                                              |
| 드라사반            | De la Savane          | 1984년 1월 9일                                                      | 뤼 드 라 사반 (rue de la Savane)                                                  | 도로가 놓였던 1778년에 습지대 (savane)를 지나는 구간                                          |
| 나뮈르              | Namur                 | 1984년 1월 9일                                                      | 뤼 나뮈르 (rue Namur)                                                             | 벨기에 남부의 나뮈르주                                                                        |
| 플라몽동            | Plamondon             | 1982년 6월 29일                                                     | 아브뉘 플라몽동 (avenue Plamondon)                                                | 앙투안 플라몽동, 퀘벡의 화가 로돌프 플라몽동, 퀘벡의 테너 및 첼리스트                         |
| 코트생트카트린      | Côte-Sainte-Catherine | 1982년 1월 4일                                                      | 슈망 드 라 코트생트카트린 (chemin de la Côte-Sainte-Catherine)                    | 코트생트카트린, 18세기 우트르몽 지역을 일컫는 명칭                                            |
| 스노든              | Snowdon               | 1981년 9월 7일 (오렌지 선) 1988년 1월 4일 (파란색 선)               | 뤼 스노든 (rue Snowdon)                                                           | J. 스노든, 뤼 스노든 근처의 땅 주인                                                           |
| 빌라마리아          | Villa-Maria           | 1981년 9월 7일                                                      | 빌라 마리아 고등학교                                                              | 몬트리올 전 이름인 빌마리 (Ville-Marie)의 라틴어 명칭                                         |
| 방돔역              | Vendôme               | 1981년 9월 7일                                                      | 아브뉘 드 방돔 (avenue Vendôme)                                                   | 방돔 공작                                                                                     |
| 플라스생앙리        | Place-Saint-Henri     | 1980년 4월 28일                                                     | 플라스 생앙리                                                                     | 신부 앙리 어귀스트 루를 기념하는 뜻에서 앙리 2세의 이름을 따 지어진 천주교 성당 소교구의 이름 |
| 리오넬 그루         | Lionel-Groulx         | 1980년 4월 28일 (오렌지 선) 1978년 9월 3일 (녹색 선)                | 아브뉘 리오넬 그루 (avenue Lionel-Groulx)                                         | 퀘벡 역사학자 리오넬 그루                                                                     |
| 조르주 바니에       | Georges-Vanier        | 1980년 4월 28일                                                     | 불바르 조르주 바니에 (boulevard Georges-Vanier)                                   | 제19대 캐나다 총독 조르주 바니에                                                              |
| 루시앙 랄리에       | Lucien-L'Allier       | 1980년 4월 28일                                                     | 뤼 루시앙 랄리에 (rue Lucien-l'Allier)                                            | 루시앙 랄리에, 몬트리올 지하철 기술·설계자                                                    |
| 보나방튀르          | Bonaventure           | 1967년 2월 13일                                                     | 플라스 보나방튀르                                                                 | 보나방튀르 역 이전에 존재했던 도로 뤼 보나방튀르 보나벤투라                                   |
| 스콰르빅토리아-OACI | Square-Victoria–OACI  | 1967년 2월 6일                                                      | 스콰르 빅토리아                                                                   | 빅토리아 여왕, 국제 민간 항공 기구의 불어 약자 (OACI)                                         |
| 플라스다름          | Place-d'Armes         | 1966년 10월 14일                                                    | 플라스 다름 (다름 광장)                                                           | 사적지                                                                                        |
| 샹드마르스          | Champ-de-Mars         | 1966년 10월 14일                                                    | 샹드마르스 공원                                                                   | 군사 훈련 장소                                                                                |
| 베리-UQAM           | Berri-UQAM            | 1966년 10월 14일 (오렌지 선 및 녹색 선) 1967년 4월 28일 (노란색 선) | 뤼 베리 (rue Berri) 퀘벡 대학교 몬트리올 캠퍼스 (Université du Québec à Montréal) | 1669년에 미종 드 브란삿이 지은 이름, 유래 미상                                                |
| 셰르부르크          | Sherbrooke            | 1966년 10월 14일                                                    | 뤼 쉐르부르크 (rue Sherbrooke)                                                    | 존 셜브룩, 영국령 북아메리카 총독 '셜브룩'의 불어식 발음.                                     |
| 몽루아얄            | Mont-Royal            | 1966년 10월 14일                                                    | 아브뉘 뒤 몽루아얄 (avenue du Mont-Royal)                                         | 몽루아얄 산                                                                                   |
| 로리에              | Laurier               | 1966년 10월 14일                                                    | 아브뉘 로리에 (avenue Laurier)                                                    | 캐나다 7대 총리 윌프리드 로리에                                                               |
| 로즈몽              | Rosemont              | 1966년 10월 14일                                                    | 불바르 로즈몽 (boulevard Rosemont) 로즈몽 (동네 이름)                             | 몬트리올의 사업가 및 부동산 업자인 위칼-앙리 단뒤랑이 어머니인 로즈 필립을 위해 지은 명칭     |
| 보비앙              | Beaubien              | 1966년 10월 14일                                                    | 뤼 보비앙 (rue Beaubien)                                                          | 보비앙 가족                                                                                   |
| 장 탈롱             | Jean-Talon            | 1966년 10월 14일 (오렌지 선) 1986년 6월 16일 (파란색 선)            | 뤼 장 탈롱 (rue Jean-Talon)                                                       | 장 탈롱, 누벨프랑스의 지방장관                                                                |
| 자리                | Jarry                 | 1966년 10월 14일                                                    | 뤼 자리 (rue Jarry)                                                               | 스태니슬라 블레니에 "자리 페르", 인근 부동산 소유자                                           |
| 크레마지            | Crémazie              | 1966년 10월 14일                                                    | 불바르 크레마지 (boulevard Crémazie)                                              | 옥타브 크레마지, 퀘벡의 시인                                                                  |
| 소베                | Sauvé                 | 1966년 10월 14일                                                    | 뤼 소베 (rue Sauvé)                                                               | 인근 부동산 소유자                                                                            |
| 앙리 부라사         | Henri Bourassa        | 1966년 10월 14일                                                    | 불바르 앙리 부라사 (boulevard Henri-Bourassa)                                     | 앙리 부라사, 퀘벡 기자 및 정치인                                                              |
| 카르티에            | Cartier               | 2007년 4월 28일                                                     | 불바르 카르티에 (boulevard Cartier)                                               | 조르주에티엔 카르티에, 캐나다의 정치인 및 캐나다 연맹의 아버지                                |
| 드라콩코르드        | De la Concorde        | 2007년 4월 28일                                                     | 불바르 드 라 콩코르드 (boulevard de la Concorde)                                  | 파리의 콩코르드 광장                                                                          |
| 몽모랑시            | Montmorency           | 2007년 4월 28일                                                     | 몽모랑시 대학 (Collège Montmorency)                                               | 프랑수아 드 몽모랑시 라발, 퀘벡의 첫 주교 및 제쥐섬 (예수섬; 라발)의 지주                     |

#### 장애인 편의시설
2007년에 몬트리올 지하철로는 처음으로 라발 연장 구간인 앙리 부라사 역에서 몽모랑시 역까지 엘리베이터 등의 휠체어 편의시설이 설치되었으며, 2016년 12월 현재 31개 역 중에서 몽모랑시, 드 라 콩코드, 카르티에, 앙리 부라사, 장 탈롱, 로즈몽, 베리-UQAM, 샹드 마르스, 리오넬 그루, 스노든, 코트 베르튀 등 11개 역에 한해 엘리베이터가 설치되어있다. 몬트리올 교통공사는 연방 정부의 자금 지원으로 2022년까지 플라스담, 뒤 콜레주, 보나방튀르 (AMT 구간), 방돔, 몽루아얄, 나뮈르, 플라스생앙리, 빌라마리아 역 등 8개 지하철역에 추가로 엘리베이터를 설치할 예정이다.

### 이동통신망
2013년부터 2020년까지 캐나다의 4대 주요 이동통신사인 벨, 로저스, 텔러스, 비데오트롱은 지하철역과 터널 내부에 3G, 4G 및 4G LTE 통신망을 설치하였으며 이에 따라 오렌지 선의 모든 역에서 휴대폰을 이용할 수 있다.

## 요금
오렌지 선의 몬트리올 구간인 코트베르튀 역에서 앙리 부라사 역까지는 STM의 단일 요금이 적용되지만 라발 구간인 카르티에 역에서 몽모랑시 역 사이에서 승차하는 경우에는 편도나 왕복 승차권, 저녁 무제한 승차권, 1일권, 주말권, 3일권, 그룹 승차권 또는 3구간 광역 정기권이 필요하며 10회 승차권, 1주일권, (1구간) 1개월/4개월 정기권은 쓸 수 없다. 다만 몬트리올 구간에서 시내 요금을 지불하고 라발에 있는 지하철역에 하차할 수는 있다.

## 미래 계획

### 부아프랑 연장
오렌지 선은 당장 승인된 연장 계획은 존재하지 않지만 연장 필요성에 대해서는 항상 논의되어 왔다. 오렌지 선의 북서쪽 종점인 코트베르튀 역에서 AMT 두몽타뉴 선의 부아프랑 역까지 연장하는 방안은 1978년 지하철 발전 계획안에 수렴되어 1980년대에 종점이 코트베르튀 역까지 연장될 때 역 북쪽으로 900미터가량 터널을 뚫어놓은 바가 있다.
코트베르튀 역이 위치한 생로랑 지역구의 구청장인 앨런 드수자는 몬트리올 지역을 전체적으로 봤을 때에는 파란색 선을 동쪽으로 연장하는 것이 시급하지만 오렌지 선을 북쪽으로 적어도 두 정거장을 연장하는 것 또한 시급하다고 밝혔다. 생로랑 구 당국에 따르면 현재 퀘벡 주의 연금공단인 퀘벡 주 저축 투자 공고 (CDPQ)에서 투자하고 있는 경전철 노선이 몬트리올 북서쪽의 생로랑 지역을 지나간다는 점을 감안하면 이 경전철 노선과 환승이 가능한 지하철 노선을 지을 필요가 있다는 것이다.
하지만 지하철 노선을 무작정 짓는 것에 대해 경계하는 목소리도 있다. 맥길 대학교의 도시개발 교수인 아메드 엘 제네이디는 버스 전용 차로와 신호 동기화와 동시에 버스를 추가적으로 투입하면 생로랑에서 몽레알노르 등지를 오가는 승객들을 지하철 못지 않게 효과적으로 실어나를 수 있다는 주장이다. 2015년 STM 연간 보고서에 따르면 생로랑과 몽레알노르 지역간을 운행하는 121번 소베/코트베르튀 버스 노선은 하루 평균 30,895명이 이용하여 몬트리올에서 가장 승객 수가 많은 버스 노선이다. 엘 제네이디 교수는 이 승객 수로는 지하철을 짓기에는 역부족이며 공사 비용을 감안할 때 버스 배차를 늘리고 신호 체계를 개선하면 승객 수가 넘쳐나는 문제는 해소할 수 있을 것이라고 주장한다.

### 순환선 연장
2008년 라발 시 예산 발표 당시, 질 바양쿠르 라발 전 시장은 2007년 오렌지 선 몽모랑시 연장에 힘입어 이 노선의 코트베르튀 역을 몽모랑시 역까지 연결하여 순환선으로 만들어야 한다고 주장하였다. 이에 대해 2009년 9월 16일, 장 샤레 퀘벡 전 주지사는 지하철 연장에 대한 타당성 검토 및 용역 연구를 하기 위해 광역교통기구 (AMT) 산하의 연구 전문부서를 설치하고 1200만 달러가량의 예산을 투입하였다. 현재 AMT는 이와 관련한 도시 개발, 혁신적인 자금 조달 방안, 다양한 교통 및 잠재적인 네트워크 활용에 대한 연구 업데이트 등의 예비용역조사를 이미 마친 상태이며 파란색 선 동부 연장과 더불어 오렌지 선 연장 방안을 부수적으로 검토하고 있다.

## 같이 보기
- 녹색 선
- 파란색 선
- 노란색 선